# Mastidiores kora
Genre
Espèce
Mastidiores kora, unique représentant du genre Mastidiores, est une espèce d'araignées aranéomorphes de la famille des Zodariidae.

## Distribution
Cette espèce est endémique du Kenya.

## Publication originale
- Jocqué, 1987 : Descriptions of new genera and species of African Zodariinae with a revision of the genus Heradida (Araneae, Zodariidae). Revue de zoologie africaine, vol. 101, no 2, p. 143-163.